# L'Occhio
L'Occhio è stato un giornale quotidiano in formato tabloid pubblicato dalla Rizzoli (all'epoca editrice del Corriere della Sera) per iniziativa di Angelo Rizzoli e Bruno Tassan Din.

## Storia
L'intento era di introdurre in Italia un "quotidiano popolare" sul modello inglese (grafica e testi avevano come modello il Daily Mirror). L'Occhio si presentava come un prodotto di genere innovativo: uso del colore rosso per il logo, fotografie-choc (o comunque di carattere emozionale), testi e grafiche d'impatto.
La direzione del quotidiano fu affidata al noto giornalista televisivo Maurizio Costanzo, coadiuvato dai vicedirettori Pier Augusto Macchi ed Alberto Tagliati. Caporedattrice era Isabella Bossi Fedrigotti; responsabile delle pagine sportive era Marino Bartoletti; Roberto Serafini era il capo degli spettacoli. Facevano parte della redazione romana firme che avrebbero conosciuto una lunga carriera: Stella Pende, neo giornalista professionista, Samaritana Rattazzi, figlia di Susanna Agnelli, Costantino Pallavicino, che veniva dalle pagine economiche del «Messaggero»; per la politica Mimmo Liguoro e Mino Fuccillo; per la cronaca giudiziaria Paolo Menghini, che sarebbe andato al Corriere della sera. Il logo della testata era disegnato dal pittore Enrico Baj.
La Rizzoli costituì un'apposita società editrice per pubblicare il quotidiano, le Nuove Edizioni Popolari (NEP).
Dopo un periodo di "rodaggio" nell'area di Pavia (18 settembre-9 ottobre 1979), il quotidiano venne lanciato in grande stile su tutto il territorio nazionale il 10 ottobre 1979, tirando 600 000 copie al prezzo di 200 lire (100 in meno degli altri quotidiani), che vennero quasi tutte vendute. 
Forte degli appoggi della Rizzoli, L'Occhio subentrò a il Giornale come fornitore dei testi per il notiziario di Radio Monte Carlo. Stampato in tre edizioni ("Nazionale", "Roma e Lazio" e "Milano e Lombardia"), con una foliazione di 32 pagine in formato tabloid, il quotidiano compì anche importanti scoop, come l'intervista dell'inviato Renzo Magosso alla madre di Ali Ağca, l'attentatore di papa Giovanni Paolo II: la donna consegnò a Magosso una lettera nella quale chiedeva perdono al pontefice, e che l'inviato fece poi recapitare al segretario di Stato della Santa Sede, Agostino Casaroli.
L'ambizioso progetto editoriale perse però presto il favore del pubblico una volta esauritasi la novità. Già dopo tre mesi (dicembre 1979) la diffusione del quotidiano si stabilizzò a 200 000 copie. Durante il 1980 le cose non andarono meglio e a dicembre dello stesso anno la vendita media toccava le 107 000 copie. Non servì a risollevare le vendite la campagna a favore della reintroduzione della pena di morte in Italia in seguito al sequestro del magistrato Giovanni D'Urso (dicembre 1980-gennaio 1981). Nel 1981 l'emorragia di lettori continuò fino a toccare un nuovo minimo di 75 000 copie. Resosi conto che il progetto era naufragato, il 31 marzo 1981 Costanzo lasciò il quotidiano, rassegnando le dimissioni e venendo sostituito dal vice Pier Augusto Macchi.
Le sorti del giornale tuttavia non migliorarono, e il 15 dicembre 1981 L'Occhio cessò le pubblicazioni, anche in seguito alle vicissitudini giudiziarie di Angelo Rizzoli, legate allo scandalo della loggia massonica P2, alla quale risultò iscritto anche il primo direttore Costanzo.